# Gabon na Mistrzostwach Świata w Lekkoatletyce 2011
Gabon na Mistrzostwach Świata w Lekkoatletyce 2011 reprezentowany był przez dwóch zawodników.

## Występy reprezentantów Gabonu

### Mężczyźni

#### Konkurencje biegowe
| Konkurencja   | Zawodnik           | Runda 1  | Runda 1 | Runda 2  | Runda 2 | Półfinał      | Półfinał | Finał    | Finał   |
| Konkurencja   | Zawodnik           | Rezultat | Pozycja | Rezultat | Pozycja | Rezultat      | Pozycja  | Rezultat | Pozycja |
| ------------- | ------------------ | -------- | ------- | -------- | ------- | ------------- | -------- | -------- | ------- |
| Bieg na 5000m | Christian Ngningba |          |         |          |         | 18:44,06 (PB) | 36       |          |         |

### Kobiety

#### Konkurencje biegowe
| Konkurencja  | Zawodniczka                  | Runda 1  | Runda 1 | Runda 2  | Runda 2 | Półfinał | Półfinał | Finał    | Finał   |
| Konkurencja  | Zawodniczka                  | Rezultat | Pozycja | Rezultat | Pozycja | Rezultat | Pozycja  | Rezultat | Pozycja |
| ------------ | ---------------------------- | -------- | ------- | -------- | ------- | -------- | -------- | -------- | ------- |
| Bieg na 100m | Hinikissia Albertine Ndikert |          |         | 11,19    | 9 Q     | 11,43    | 10       |          |         |